# Fordiophyton degeneratum
Fordiophyton degeneratum är en tvåhjärtbladig växtart som först beskrevs av Chieh Chen, och fick sitt nu gällande namn av Yun Fei Deng och Te Lin g Wu. Fordiophyton degeneratum ingår i släktet Fordiophyton och familjen Melastomataceae. Inga underarter finns listade i Catalogue of Life.